# Duissern

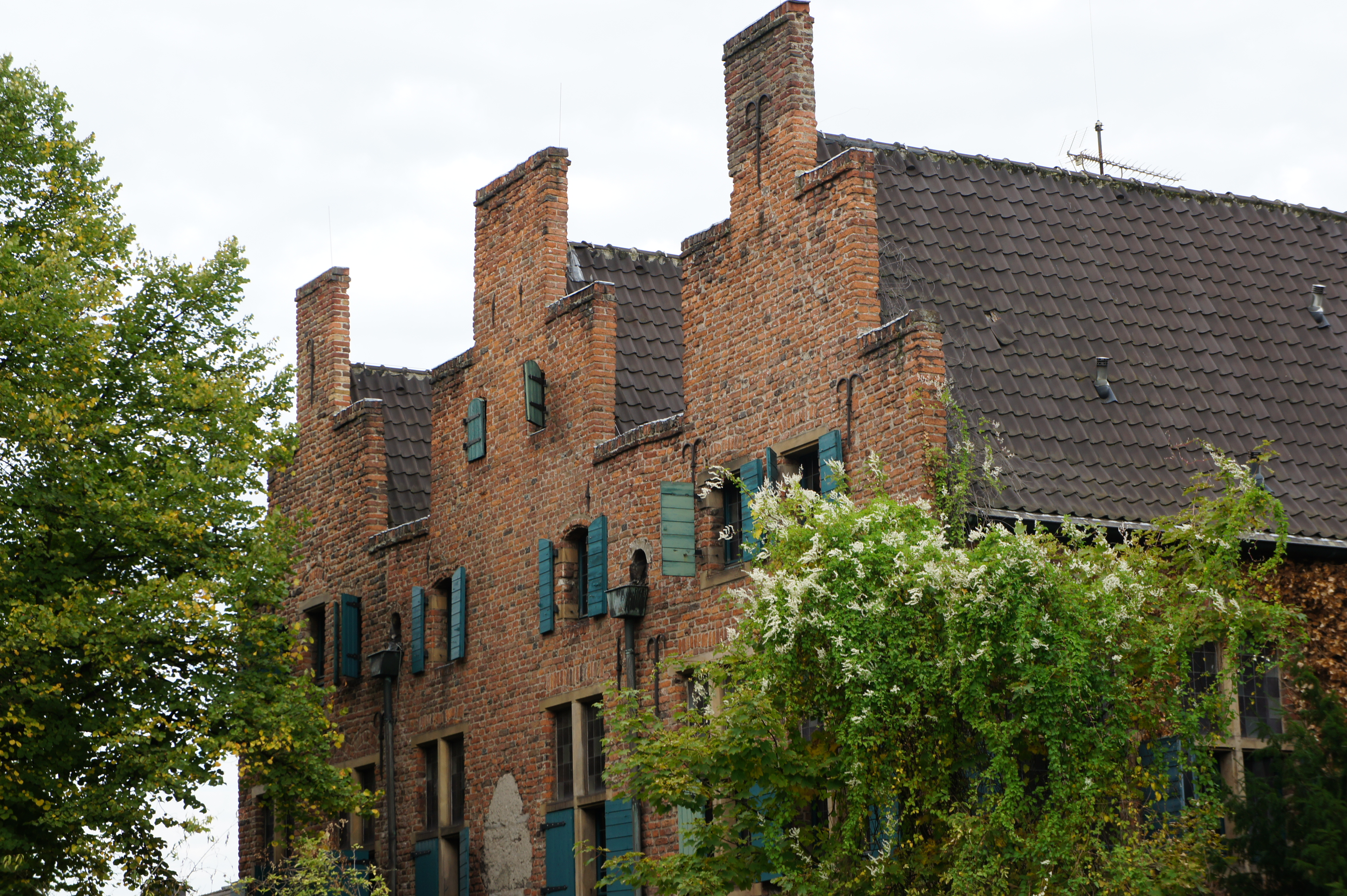
Herenhuis

Duissern is een wijk in de Duitse stad Duisburg. Duissern ligt direct ten oosten van het oude stadscentrum van Duisburg, aan de oostgrens van de stad, en heeft ruim 14.000 inwoners.

## Geschiedenis
Duissern bestond als dorp al sinds de vroege Middeleeuwen. Het dorp lag aan de Westfaalse hellweg in het gebied van de palts van Duisburg, dat in 1065 nog tot aan het riviertje de Düssel reikte, en werd direct door de stad Duisburg bestuurd (het werd door de stadsraad een Ratsdorf genoemd). 
In 1234 werd in Duissern een cisterciënzersklooster voor eerst 13 en later 25 nonnen gesticht, dat naar het dorp vernoemd werd. Nadat het klooster enige malen was afgebrand, verhuisden de nonnen in 1582 naar Duisburg. 
In 1750 telde Duissern 17 boerderijen en 22 hutten en had het dorp 210 inwoners. De meeste boerderijen waren eigendom van kerkelijke instanties, zoals het hierbovengenoemde klooster Duissern. 

## Tegenwoordig
Tegenwoordig is Duissern een stadsdeel binnen de deelgemeente Mitte van Duisburg. Er wonen 14.630 mensen.
In Duissern ligt de Kaiserberg, een vijetijdsgebied, met daarop de Zoo Duisburg en de botanische tuin.